# Darwinismo universal
Darwinismo universal (también conocido darwinismo generalizado, teoría de selección universal, o metafísica darwiniana) refiere a una variedad de aproximaciones que extiende la teoría darwiniana más allá del dominio biológico y de su ámbito original de la evolución biológica en la tierra. Los objetivos del darwinismo universal son formular una versión generalizada de los mecanismos de variación, la selección y la herencia propuestas por Charles Darwin, de modo que es capaz explicar la evolución de una variedad de fenómenos transtemporales en otros campos, incluyendo la psicología, economía, cultura, medicina, informática y la física.

## Mecanismos básicos
En el nivel más fundamental de la teoría la evolución por selección natural de Charles Darwin afirma que los organismos evolucionan y se adaptan a su entorno por procesos iterativos.  Estos procesos puede concebirse como un algoritmo evolutivo que busca en el espacio las formas posibles (paisaje adaptativo) para las mejores adaptaciones. El proceso tiene tres componentes:
- Variación de una forma dada o plantilla. Esto es usualmente (pero no necesariamente) ciego o aleatorio y es considerado típicamente por mutaciones o recombinaciones.
- Selección de las variantes más aptas, es decir aquellos que son capaces de perdurar más en el tiempo para sobrevivir y reproducirse en un entorno dado. Se eliminan las variantes no aptos.
- Herencia o retención, significando que las características de las variantes aptas están retenidas y se transmiten p. ej. en la descendencia.

Después de que aquellas variantes más aptas son retenidas, pueden experimentar nuevas variaciones, ya sea directamente o a su descendencia, empezando nuevas faces de iteraciones. El mecanismo global es similar al procedimiento de soluciones de problemas de prueba-y-error  y  generar-y-probar: la evolución puede ser vista como la búsqueda de la mejor solución para el problema de cómo sobrevivir y reproducirse mediante la generación nuevas pruebas, probando qué tan bien son ejecutadas, eliminando los errores y reteniendo los éxitos.
La generalización hecha en el darwinismo "universal" es para reemplazar "organismo" por cualquier fenómenos reconocible, patrón o sistema. El primer requisito es que el patrón puede "sobrevivir" (mantener o retener) durante el tiempo suficiente para "reproducirse" (replicar o copiar) con la suficientemente frecuencia para no desaparecer inmediatamente. Esto es el componente de herencia : la información en el patrón tiene que ser retenida o transmitida. El segundo requisito es que durante la supervivencia y la reproducción pueda producirse variación (cambios pequeños en el patrón). El requisito final es que hay una "preferencia" selectiva de modo que ciertas variantes tiendan a sobrevivir o reproducirse "mejor" (reproducción diferenciada) que otras. Si se cumplen estas condiciones, entonces, por la lógica de la selección natural, el patrón evolucionará hacia las formas más adaptadas.
Ejemplos de patrones que ha sido postulados para experimentar variación, selección y por ello adaptación, son los genes, ideas (memes), teorías, tecnologías, las neuronas y sus conexiones, idiomas,  palabras, programas de computadora, empresas, anticuerpos, instituciones, leyes y sistemas judiciales, estados cuánticos e incluso universos enteros.

## Historia y desarrollo
Conceptualmente, "la teorización de la evolución sobre fenómenos culturales, sociales, y económicos" precedió a Darwin, pero todavía carecía del concepto de selección natural. El propio Darwin, junto con pensadores de siglo XIX como Herbert Spencer, Thorstein Veblen, James Mark Baldwin y William James, se apresuraron para aplicar la idea de selección a otros dominios, como el lenguaje, la psicología, la sociedad y la cultura. Aun así, esta tradición evolutiva estaba prohibida en gran parte en las ciencias sociales a principio del siglo XX, en parte debido a la mal reputación del darwinismo social, un intento de utilizar darwinismo para justificar la desigualdad social.
Empezando la década en 1950, Donald T. Campbell fue unos  de los  primeros autores más influyentes en revivir la tradición y formular un algoritmo generalizado darwiniano, directamente aplicable a los fenómenos externos a la biología. Se inspiró por la visión de William Ross Ashby en la autoorganización e inteligencia como procesos fundamentales de selección. Su objetivo era explicarlo en el desarrollo de la ciencia y otras formas de conocimiento enfocándose en la variación y selección de ideas y teorías, sentando la base para el campo de la epistemología evolutiva. En la década de 1990, la formulación de Campbell del mecanismo de " variación ciega-y-retención-selectiva" (BVSR por sus siglas en inglés) se desarrolla aún más y se extendido a otros campos bajo las etiquetas de "teoría de selección universal" o "selectismo universal" por sus discípulos Gary Cziko, Mark Bickhard, y Francis Heylighen.
Richard Dawkins fue el primero en acuñar el término "darwinismo universal" en 1983 para describir su conjetura de que existir cualquier forma de vida posible  fuera del sistema solar evolucionaría por selección natural tal como lo hacen en la Tierra. Esta conjetura también se presentó en 1983 en un artículo titulado “La Dinámica Darwiniana” que trataba sobre la evolución del orden en los sistemas vivos y ciertos sistemas físicos no vivos.  Esto sugirió "que ‘la vida’ "donde sea que podría existir en el universo, evoluciona según la misma ley dinámica" denominada darwinismo dinámico.  Henry Plotkin en su libro en 1997 sobre Darwin machines  hace el enlace entre la epistemología evolutiva de Campbell y darwinismo universales. Susan Blackmore, en su libro en 1999  The Meme Machine, dedica un capítulo titulado 'darwinismo Universal' a una discusión de la aplicabilidad del proceso darwiniano a una amplia gama de temas científicos.
El filósofo de la mente Daniel Dennett, en su libro en 1995 la idea Peligrosa de Darwin, desarrolló la idea de un proceso darwiniano, implicando la variación, selección y retención, como un algoritmo genérico que sería un substrato neutral y podría aplicarse a muchos campos del conocimiento externos a la biología.  Describió la idea de la selección natural como un "ácido universal" que no puede ser contenido en ningún recipiente, ya que se filtra a través de las paredes y se extendería aún más, tocando y transformando dominios. Señalándolo en particular el campo de la memética en las ciencias sociales.
De acuerdo con la predicción de Dennett, en las pasadas décadas, la perceptiva darwiniana se ha extendido ampliamente, en particular en las ciencias sociales como la base para numerosas escuelas de estudio incluyendo memética, economía evolutiva, psicología evolutiva o evolucionista, antropología evolutiva, darwinismo neuronal, y la lingüística evolutiva. Investigadores han postulado que los procesos darwinianos están operando en los cimientos de la físicas, cosmología y química a través de las teorías del darwinismo cuántico, efectos de selección de la observación y selección natural cosmológica. Mecanismos similares son extensamente aplicados en informática en los ámbitos de algoritmos genéticos y computación evolutiva, los cuales desarrollan soluciones a problemas complejos a través de un proceso de variación y selección.
El autor D. B. Kelley ha formulado uno de los enfoques más abarcativos del darwinismo universal. En su libro en el 2013 El Origen de Todo,  sostiene que la selección natural no implica la preservación en la carrera en la lucha por la vida, como lo demostró  Darwin, sino la preservación de los sistemas favorecidos en disputa por la existencia. El mecanismo fundamental detrás de toda esta estabilidad y evolución es lo que Kelley denominó "supervivencia de los sistemas más aptos ". Porque todos los  sistemas son cclicos, el proceso darwiniano de iteración, la variación y la selección son operativas no solo entre las especies sino también en todos los fenómenos naturales tanto de gran escala como a pequeña escala. Kelley postula que desde el Big Bang el universo ha evolucionado de un estado altamente caótico a uno que ahora está altamente ordenado con muchos fenómenos estables y seleccionados naturalmente.

## Ejemplos de teorías darwinistas universales
Los siguientes enfoques se pueden ver como ejemplos generalizados de las ideas darwinianas externas a su origen biológico. Estas «extensiones darwinianas» pueden ser agrupadas en dos categorías, dependiendo si se hablan de las implicaciones de la evolución biológicas (genéticos) en otras disciplinas (p. ej. medicina o psicología), o si se habla de procesos de variación y selección de entidades diferente a los genes (p. ej. programas de computadora, empresas o ideas). Aun así,  no hay una separación estricta,  ya que la mayoría de estos enfoques (p. ej. en sociología, psicología y lingüística) considera ambos el genético y el no-genético (p. ej. cultural) aspectos de la evolución, así como las interacciones entre ellos (véase, por ejemplo. coevolución gen-cultura).

### Extensiones darwinianas basadas en genes
- Psicología evolutiva o evolucionista supone que nuestras emociones, preferencias y los mecanismos cognitivos son el producto de la selección natural
  - Psicología educativa evolutiva aplica psicología evolutiva a educación
  - Psicología del desarrollo evolutiva aplica psicología evolutiva a desarrollo cognitivo
  - Felicidad darwiniana aplica la psicología evolutiva para comprender las condiciones óptimas para el bienestar humano
  - Estudios literarios darwinianos intentan comprender los personajes y las tramas de la narrativa sobre la base de la psicología evolutiva.
  - Estética evolutiva aplica psicología evolutiva para explicar nuestro sentido de belleza, especialmente para paisajes y cuerpos humanos
  - Musicología evolutiva aplica estética evolutiva a la música
- Antropología evolutiva estudia la evolución de seres humanos
- Sociobiología propone que los sistemas sociales en animales y humanos son el producto de la evolución biológica darwiniana
- Ecología conductista humana investiga cómo el comportamiento humano se ha adaptado a su en torno a través de la variación y la selección
- Epistemología evolutiva  estudia como han evolucionado los mecanismos de nuestras capacidades para reunir conocimiento (percepción, cognición)
- Medicina evolutiva investiga el origen de las enfermedades observando la evolución tanto del cuerpo humano como de sus parásitos
- Dieta del paleolítico  propone que la nutrición más saludable es aquella a la que nuestros antepasados cazadores-recolectores se han adaptado durante millones de años
- Estilo de vida del paleolítico generaliza la dieta paleolítica para incluir ejercicio, comportamiento y exposición al medio ambiente.
- Evolución molecular  estudia las moléculas como el ADN, ARN y proteínas desde el punto de vista evolutivo
- Criminología Biosocial estudia el crimen usando varios enfoques diferentes que incluyen la genética y la psicología evolutiva
- Lingüística evolutiva estudia la evolución del lenguaje, tanto biológica como culturalmente[26]

### Otras extensiones darwinianas
- Darwinismo cuántico ve la aparición de estados clásicos en físicas como selección natural de las propiedades cuánticas más estables
- Teoría de los universos fecundos de Lee Smolin plantea la hipótesis de que los universos se reproducen y se seleccionan por tener constantes fundamentales que maximizan la "aptitud"
- Sistemas complejo adaptivos estudia la dinámica de los sistemas complejos que parte sobre la base de la variación y selección de sus componentes
- Computación evolutiva es un enfoque darwiniano para la generación de programas informáticos adaptados
- Algoritmos genéticos es un subconjunto de cálculo evolutivo, modelos de variación por operadores "genéticos" (mutación y recombinación)
- Robótica evolutiva aplica algoritmos darwinianos al diseño de robots autónomos
- Vida artificial utiliza algoritmos darwinianos para permitir que los agentes informáticos similares a organismos evolucionen en una simulación de software
- Arte evolutiva utiliza la variación y la selección para producir obras de arte.
- Música evolutiva hace lo mismo para trabajos de música
- Teoría de la selección clonal ve la creación de anticuerpos adaptados en el sistema inmune como un proceso de variación y selección.
- Darwinismo neuronal propone que las neuronas y sus sinapsis son seleccionados durante el desarrollo del cerebro.
- Epistemología evolutiva de las teorías que supone que las teorías científicas se desarrollan a través de la variación y la selección
- Meméticas Es una teoría de la variación, transmisión, y selección de elementos culturales, como ideas, modas, y tradiciones
- Teoría de herencia dual un marco para la evolución cultural desarrollada en gran medida independientemente de la memética
- Teoría de selección cultural es una teoría  de la evolución cultural relacionó con la memetica
- Economía evolutiva estudia la variación y selección de fenómenos económicos, como mercancías, tecnologías, instituciones y organizaciones.[27]
- Ética Evolutiva investiga el origen de la moral y utiliza los fundamentos darwinianos para formular valores éticos.
- La gran historia es la ciencia basada en la narrativa que integra la historia del universo, la tierra, la vida y la humanidad. Los académicos consideran que el darwinismo universal sería un posible tema unificador para la disciplina.[28]

## Libros
- Campbell, John. Darwinismo universal: el camino de conocimiento.
- Cziko, Gary. Sin Milagros: Teoría de Selección Universal y el Segundo Darwinian Revolución.
- Hodgson, Geoffrey Martin; Knudsen, Thorbjorn. La conjetura de Darwin: El Buscar Principios Generales de Evolución Social y Económica.
- Kelley, D. B. El Origen de Todo vía Selección Universal, o la Preservación de Favoreció Sistemas en Contienda para Existencia.
- Plotkin, Henry. Mundos evolutivos sin Fin.
- Plotkin, Henry. Darwin Máquinas y la Naturaleza de Conocimiento.
- Dennett, Daniel. La idea Peligrosa de Darwin.